# Aphrodite's Sanctuary Cycling Race
La Aphrodite's Sanctuary Cycling Race (en español: Carrera de ciclismo del santuario de Afrodita) es una carrera profesional femenina de un día disputada en la isla de Chipre. Hace parte de un certamen de ciclismo denominado como Aphrodite Women Cycling Race, el cual incluye la carrera Aphrodite Cycling Race ITT.
La carrera toma su nombre de la diosa de la mitología griega Afrodita y fue creada en el año 2019 como competencia de categoría 1.2 del calendario internacional femenino de la UCI.

## Palmarés
| Año  | Ganador            | Segundo            | Tercero              |
| ---- | ------------------ | ------------------ | -------------------- |
| 2019 | Olga Zabelínskaya  | Antri Christoforou | Yelyzaveta Oshurkova |
| 2023 | Jesse Vandenbulcke | Antri Christoforou | Urša Pintar          |

## Palmarés por países
| País       | Victorias |
| ---------- | --------- |
| Uzbekistán | 1         |